# Kopete
코페트(Kopete)는 KDE 소프트웨어 모음의 일부로 출시된 다중 프로토콜 자유 소프트웨어 인스턴트 메신저 클라이언트이다.

## 프로토콜
코페트는 사용자들이 다음의 프로토콜에 연결할 수 있게 하고 있다:
- 가두-가두
- 로터스 세임타임[note 1]
- 윈도우 메신저 서비스
- 노벨 그룹웨어
- OSCAR (AIM, ICQ 포함)
- QQ
- 스카이프[note 2]
- SMS
- Xfire[note 3]
- XMPP/징글 (페이스북 메신저, 구글 토크 포함)
- YMSG (야후! 메신저)

## 같이 보기
- Konversation

### 내용주
1. ↑  Available via the standalone Meanwhile plugin.
2. ↑  Works only with dynamic linked Skype version 2.0/2.1 running alongside Kopete.
3. ↑  Available via the standalone kopete-xfire plugin.